# Carlo Schmidl
Carlo Schmidl fue un editor y coleccionista de arte italoaustriaco, nacido en Trieste el 7 de octubre de 1859 y fallecido en la misma ciudad el 7 de octubre de 1943. 
Hijo de un director de orquesta de Hungría que pasó de Budapest a Trieste, a los trece años comenzó a trabajar como copista comprometido en la Fundación Vicentini, una tienda de música importante que sería regentada posteriormente por el mismo Schmidl. 
Publicó el Diccionario Universal de Músicos (Ricordi, 1887), que hoy sigue siendo un método valioso de investigación en el ambiente musical del siglo XIX. 
Además de la actividad comercial, Schmidl también tenía dotes de coleccionista, y así en cincuenta años de actividad recogió una gran cantidad de material sobre las diferentes facetas del teatro y la música, pudiendo en 1924, gracias a la firma de un acuerdo con la ciudad de Trieste, fundar el museo del teatro que lleva su nombre. A su muerte dejó su colección como regalo a la ciudad.